# Цернін
Цернін (нім. Zernien) — громада в Німеччині, розташована в землі Нижня Саксонія. Входить до складу району Люхов-Данненберг. Складова частина об'єднання громад Ельбталауе.
Площа — 51,55 км2. Населення становить 1616 ос. (станом на 31 грудня 2021).

## Галерея

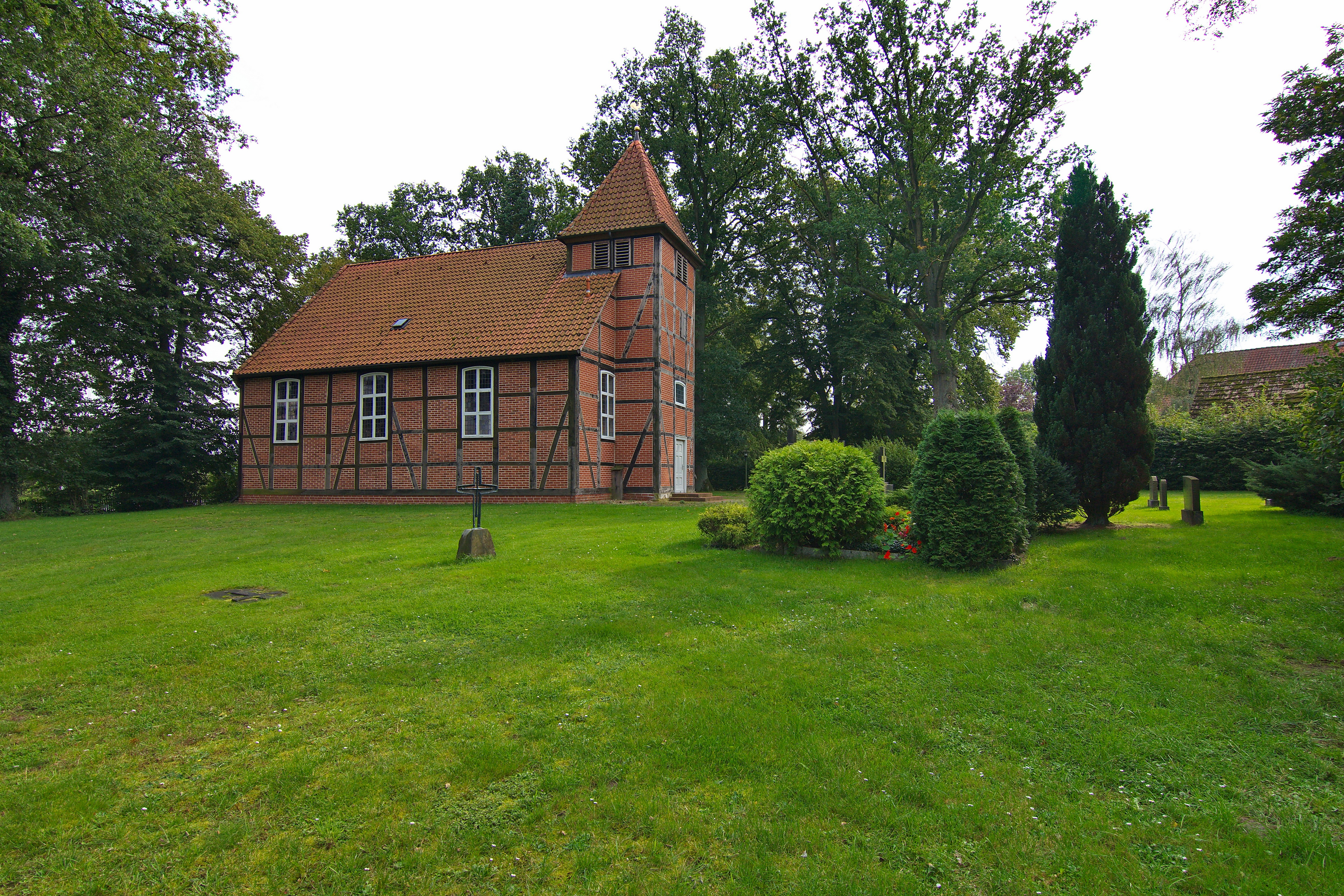